# Dova
Francisca Dolz González (n. Tabernes de Valldigna, Valencia, 31 de desembre de 1943), reconocida artísticamente como Dova, es una cantante pop española. Su nombre artístico lo forman las primeras letras de su primer apellido y el de su marido, Joan Vallori.

## Trayectoria artística
Nascida en Tabernes de la Valldigna (La Safor), su familia se trasladó a vivir a Valencia y posteriormente a Mallorca, donde pasa su juventud. Su carrera profesional empieza en 1963 cantando en salas de fiesta de Baleares, interpretando temas en castellano y en inglés. La popularidad le llega a finales de los años 60 tras su participación en los dos principales festivales de la canción en España, el Festival de la Canción Mediterránea, en Barcelona, en 1967 (quedó segunda con el tema "Com el vent", a 2 votos de la canción ganadora), y el Festival de la Canción de Benidorm, en 1968 (el año del triunfo de Julio Iglesias con "La vida sigue igual"). En 1968 también asiste como invitada al Festival Orfeo de Oro de Bulgaria.
El punto de inflexión de su carrera llega en 1970, con la intervención en el programa de TVE Pasaporte a Dublín, que le abrió las puertas a participar en el Festival de Eurovisión de 1971. El concurso lo gana la cantante Karina, pero Dova mostró su versatilidad y su calidad vocal. La canción "Los gitanos" se convierte en su tema más popular.
A nivel internacional, en 1970, forma parte de la selección española de intérpretes que participaron en el Festival de la Canción de la Copa de Europa, celebrado en Knokke-Heist (Bélgica). También participó, en 1971, en el Festival de Brasov (Rumanía), donde obtuvo el Premio especial del jurado, y en el Festival de Belgrado (República Federal Socialista de Yugoslavia), en el que ganó. Así llega a ser conocida en Alemania, Austria, Polonia, Bulgaria y en particular Rumanía. Aunque sus últimas grabaciones discográficas son de finales de los años 70, no es hasta 2012 cuando Dova pone fin a su carrera musical en los escenarios.

## Discografía
- La Búsqueda, 1963, EMI
- Oir tu voz, 1963, EMI
- Com el vent – M'agradaría, 1967, Canigo
- La Gente, 1968, Sayton (EP)
- Corazón feliz – Digo si a la vida, 1968, Sayton
- Mr. Monday – Lo mejor que tu me has dado, 1970, Polydor
- Cançó catalana, 1971, Canigó
- Para ti – Si fuera Domingo, 1971, Polydor
- He Ain't Heavy... He's My Brother – Los Gitanos, 1971, Polydor
- Lo vas a ver – Me despierto cantando tu nombre, 1971, Polydor
- Vete de mí – Hoy por primera vez, 1972, Polydor
- Cabaret – Tu canción, 1972, Polydor
- Lili Ivanova, 1973 (LP)
- Hay un mañana – Miraté, miramé, 1973, Polydor
- Como una estrella – Amistad, 1974, Polydor
- ¿Qué tiene la otra? – Una sola vez, 1977, EMI – Odeon
- Tengo ganas de cantar – Milagro en Toledo, 1977, Odeon
- Grandes éxitos, 1996, CD, Polydor

- Dova en Discogs